# الإبادة الجماعية في كمبوديا
تمّ تنفيذ الإبادة الجماعيّة الكمبوديّة من قبل نظام الخمير الحمر تحت قيادة بول بوت، مما تسبب في خسارة عدد السكان بين 1.671 و1.871 مليون شخص بين عامي 1975 و1979، أو 21 إلى 24 في المائة من سكان كمبوديا عام 1975. أراد الخمير الحمر تحويل البلاد إلى جمهوريّة زراعيّة اشتراكيّة، متأسسة على السياسات الماويّة المتطرّفة. في عام 1976، غير الخمير الحمر اسم البلاد إلى كمبوتشيا الديمقراطيّة. ومن أجل تحقيق أهدافهم، قام الخمير الحمر بتفريغ المدن وإجبار الكمبوديين على الانتقال إلى معسكرات العمل في الريف، حيث سادت عمليّات الإعدام الجماعيّة والسخرة والإساءات الجسديّة وسوء التغذية والأمراض. أدّى ذلك إلى وفاة ما يقرب من 25% من إجمالي سكّان كمبوديا. مرّ نحو 20.000 شخص عبر مركز (Tuol Sleng) المعروف أيضاً بـ (سجن الأمن S-21) وهو أحد السجون الـ196 التي يديرها الخمير الحمر، ولم يبق سوى 7 منها فقط. تم أخذ المعارضة إلى ميادين القتل، حيث تمّ إعدامهم (في كثير من الأحيان عن طريق الألغام من أجل توفير الرصاص) ودفنوا في مقابر جماعيّة. كان اختطاف الأطفال وتلقينهم أمراً واسع الانتشار، وتمّ إقناع العديد منهم أو إرغامهم على ارتكاب الفظائع. تسبّبت الإبادة الجماعيّة في تدفّق آخر للاجئين، وكثير منهم هربوا إلى فيتنام المجاورة أو تايلاند. أنهى الغزو الفيتنامي لكمبوديا تلك الإبادات الجماعيّة بعد هزيمة الخمير الحمر في عام 1979.
وفي 2 كانون الثاني من عام 2001، أنشأت الحكومة الكمبوديّة «محكمة الخمير الحمر» لمحاكمة أعضاء قيادة الخمير الحمر المسؤولين عن الإبادة الجماعيّة في كمبوديا. بدأت المحاكمات في 17 شباط من عام 2009. في 7 آب من عام 2014، أدين نون تشيا وخيو سامفان وحكم عليهما بالسجن مدى الحياة بتهمة ارتكاب جرائم ضد الإنسانيّة أثناء الإبادة الجماعيّة. منذ عام 2009، قام مركز توثيق المنظمّات غير الحكومية الكمبودية في كمبوديا بتخطيط نحو 23.745 مقبرة جماعيّة تحتوي على ما يقارب 1.3 مليون جثّة مشتبه بأنهم من ضحايا الإعدام. يعتقد أن الإعدام المباشر يمثّل حوالي 60% من إجمالي عدد القتلى خلال الإبادة الجماعيّة[14]، مع سقوط ضحايا آخرين من الجوع أو المرض.

## السكان المستهدفون
اعتاد نظام الخمير الحمر على اعتقال وإعدام كل من يشتبه بصلاته بالحكومة الكمبوديّة السابقة أو الحكومات الأجنبيّة، فضلاً عن المهنيين والمثقفين والرهبة البوذيين والأقليّات العرقيّة. ونتيجةً لذلك، وصف الصحفيون والمؤرخون ويليام برانيجين وبول بوت على سبيل المثال بأن كلاً منهم هو «طاغية إبادة جماعية». وصف عالم الاجتماع البريطاني مارتن شو الإبادة الجماعيّة الكمبوديّة بأنها «أوضح إبادة جماعيّة في حقبة الحرب الباردة». وأدّت محاولة تطهير المجتمع الكمبودي على أسس عرقيّة واجتماعيّة وسياسيّة إلى تطهير القيادة العسكريّة والسياسيّة السابقة في كمبوديا، إلى جانب قادة الأعمال والصحفيين والطلاب والأطباء والمحامين.
كما استهدف أيضاً الفيتناميين الإثنيين والعرقيين التايلانديين والعرقيين الصينيين والتشام العرقيين والمسيحيين الكمبوديين وغيرهم من الأقليّات. قام الخمير الحمر بنقل الأقليّات بالقوّة وحظر استخدام لغات الأقليات. بموجب المرسوم، حظّر الخمير الحمر وجود أكثر من 20 مجموعة من الأقليّات، والتي تشكّل 15% من سكّان البلاد.

## استعمال الأطفال
استغلّ الخمير الحمر آلاف الأطفال المحرومين والمجنّدين في أوائل مراهقتهم لارتكاب القتل الجماعي والفظائع الأخرى أثناء وبعد الإبادة الجماعيّة. تمّ تعليم الأطفال الذين تم تلقينهم من أجل الانصياع لأي أمر بدون تردد أو تشكيك. وواصلت المنظمّة استخدام الأطفال على نطاق واسع حتّى عام 1998 على الأقل، وكثيراً ما كانوا يجنّدونهم قسراً. خلال هذه الفترة، تم نشر الأطفال بشكل رئيسي في مهام دعم غير مدفوعة الأجر، مثل حاملين للذخيرة، وأيضاً كمقاتلين. وقد فرّ العديد من الأطفال من الخمير الحمر دون وسيلة لإطعام أنفسهم، وكانوا يعتقدون أن الانضمام إلى القوّات الحكوميّة من شأنها أن تبقيهم على قيد الحياة، على الرغم من أن القادة المحليين كثيراً ما كانوا يحرمونهم من أجورهم.

## الإنكار
قبل بضعة أشهر من وفاته في 15 نيسان 1998، تم إجراء مقابلة مع بول لوت من قبل نايت ثاير. وخلال المقابلة، ذكر أنّه كان لديه ضمير واضح ونفى أن يكون مسؤولاً عن الإبادات الجماعيّة. وأكّد بول بوت «أنّه جاء ليقوم بالكفاح، وليس لقتل الناس». وفقاً لأليكس ألفاريز، فإن بول بوت «يصوّر نفسه على أنّه شخص مساء فهمه ويساء إليه بشكل غير عادل» . في عام 2013، أصدر رئيس الوزراء الكمبودي هون سين تشريعاً يحظّر إنكار الإبادة الجماعيّة الكمبوديّة وغيرها من جرائم الحرب التي ارتكبها الخمير الحمر. تم تمرير التشريع على الرغم من تصريحات زعيم المعارضة كيم سوخا، وهو نائب رئيس حزب الإنقاذ الوطني الكمبودي. وذكر سوخا أن المعروضات في متحف تيول سيلينغ للإبادة الجماعيّة ملفّقة وأن القطع الأثريّة قد تم تزويرها على يد الفيتناميين بعد غزوهم في عام 1979. وقد زعم حزب سوخا أن تعليقاته تم إخراجها من السياق.

## بعد كمبوديا الديمقراطية

### إحياء الذكرى
يُحيى يوم 20 مايو 1975 في كمبوديا باعتباره التاريخ الذي بدأ فيه الخمير الحمر حملتهم ضد المواطنين العاديين ويُحتفل به سنويًا باعتباره يومًا وطنيًا يُعطل فيه الدوام الرسمي، على الرغم من تنفيذ عمليات إعدام لمسؤولين حكوميين من النظام القديم بعد سقوط بنوم بنه.

### محاكمات جرائم الحرب
انتهت الإبادة الجماعية مع الغزو الفيتنامي لكمبوديا من خلال هزيمة وإسقاط نظام الخمير الحمر في يناير 1979. أصدرت الحكومة الكمبودية الجديدة المدعومة من فيتنام المرسوم القانوني الأول في 15 يوليو 1979، الذي سمح بمحاكمة بول بوت وإينغ ساري بتهمة الإبادة الجماعية. دافع عنهم المحامي الأمريكي هوب ستيفنز وجرت محاكمتهما غيابيًا وأُدينوا بارتكاب الإبادة الجماعية.
استمرت الحرب حتى عام 1989، عندما شنت مجموعات عديدة -من بينها الخمير الحمر- تمردًا ضد الاحتلال الفيتنامي. ووُقّعت اتفاقيات باريس للسلام عام 1991 لإنهاء الحرب رسميًا بعد انسحاب القوات الفيتنامية. وافقت القوى الكبرى على تجنب استخدام مصطلح «الإبادة الجماعية» لوصف جرائمهم لإدراج الخمير الحمر في الاتفاق بين عامي 1975 و1979. تحالف معظم قادة كمبوديا مع الخمير الحمر بحلول عام 1991، ما جعلهم مترددين في المطالبة بمحاكمة بول بوت.
تجنبت الولايات المتحدة وصف فظائع الخمير الحمر بأنها إبادة جماعية حتى عام 1989، بحجة أن ذلك سيعرقل جهود تحقيق السلام، ولم توافق على اعتقال ومحاكمة بول بوت إلا في عام 1997. كما كان هناك تكهنات بأن أي محاكمة تُجرى يمكن أن تسلط الضوء على قصف الولايات المتحدة لكمبوديا خلال حرب فيتنام.

### مشروع الإبادة الجماعية الكمبودية
تأسس مشروع الإبادة الجماعية الكمبودية عام 1982 على يد غريغوري ستانتون، الذي بدأه بعد إدارته لبرامج الإغاثة التابعة لخدمة الكنائس العالمية ومنظمة كير في بنوم بنه عام 1980. اقترح ستانتون مقاضاة نظام الخمير الحمر أمام محكمة العدل الدولية لانتهاكه اتفاقية منع الإبادة الجماعية.
أجرى ستانتون تحقيقات في كمبوديا بالتعاون مع الدكتور بن كيرنان من جامعة ييل خلال الثمانينيات، إذ أجريا مقابلات مع الناجين وزارا المقابر الجماعية والسجون التي شهدت عمليات الإعدام وجمعا شهادات مسجلة بالفيديو. كتب كيرنان العديد من الكتب عن تاريخ نظام الخمير الحمر، بينما أعدّ ستانتون التحليلات القانونية اللازمة لتقديم قضية أمام محكمة العدل الدولية، والتي كان يمكن تقديمها لأي دولة طرف في اتفاقية منع الإبادة الجماعية دون الحاجة إلى موافقة الأمم المتحدة.
عارضت وزارة الخارجية الأمريكية هذه الجهود، وتلقت الحكومة الأسترالية مكالمة من وزارة الخارجية الأمريكية تطلب منها التراجع عندما أبدت أستراليا اهتمامًا برفع القضية إلى محكمة العدل الدولية، كما حدث مع دول أخرى أبدت اهتمامًا بالقضية.
أسس ستانتون إلى جانب كيرنان وسالي بينسون وكريغ إيتشيسون حملة لمناهضة عودة الخمير الحمر إلى السلطة، كما صاغوا قانون العدالة لإبادة الخمير الحمر الذي قدمه السيناتور تشارلز روب، وألزم وزارة الخارجية الأمريكية بدعم محاكمة الخمير الحمر وإنشاء مكتب تحقيقات أمريكي لجمع الأدلة عن الإبادة الجماعية في كمبوديا. كما خصص القانون 800000 دولار لتمويل هذه الجهود.
انضم ستانتون إلى السلك الدبلوماسي الأمريكي في عام 1992 لمواصلة الضغط من الداخل من أجل محاكمة قادة الخمير الحمر. وقّع الرئيس بيل كلينتون قانون العدالة لإبادة الخمير الحمر في عام 1994، لكن اندلعت إبادة جماعية جديدة في رواندا في العام ذاته، ما دفع ستانتون للانتقال إلى كشف تداعياتها.
أقنع مسؤول حقوق الإنسان في الأمم المتحدة توماس هاماربرغ رئيسي الوزراء الكمبوديين بطلب المساعدة من الأمم المتحدة لإنشاء محكمة خاصة لمحاكمة كبار قادة الخمير الحمر في عام 1997. وبحلول عام 2003 اتفقت الحكومة الكمبودية والأمم المتحدة على إنشاء المحكمة الاستثنائية في محاكم كمبوديا، والتي أصبحت أول محكمة دولية تسمح بمشاركة الضحايا في الإجراءات القانونية.
بدأت المحكمة أعمالها عام 2006، عندما حوكم ثلاثة من كبار قادة الخمير الحمر مثل المسؤول عن سجن تول سلينغ للإعدام كاينغ غويك إياف المعروف باسم دوش والمنظر الأيديولوجي للنظام نون تشيا ورئيس الدولة السابق خيو سامفان. توفي بول بوت قبل بدء المحاكمات، كما توفي وزير الخارجية السابق إينغ ساري أثناء محاكمته.
حظيت المحاكمات بمتابعة جماهيرية واسعة، حيث حضر أكثر من 350000 كمبودي الجلسات، وبُثت المحاكمات على نطاق واسع عبر الإذاعة والتلفزيون. ووفقًا لاستطلاعات الرأي، فإن أكثر من ثلثي الكمبوديين رأوا أن المحكمة ساهمت في فهمهم لجرائم الخمير الحمر.

### إنكار الإبادة الجماعية
نشرت مجموعة من الحزب الشيوعي العمالي الكندي كتيبًا بعد زيارتها لكمبوديا في عام 1979، زعمت فيه أن تقارير القتل الجماعي والفظائع الأخرى كانت مجرد دعاية أمريكية. وادعى أعضاء الحزب أن بعض أعداد الضحايا كانت ملفقة من قبل السفارة الأمريكية في تايلاند.
أجرى نيت ثاير مقابلة مع بول بوت قبل وفاته في 15 أبريل 1998، أنكر مسؤوليته عن الإبادة الجماعية في اللقاء وادعى أنه: «جاء للنضال، وليس لقتل الناس». أقرّ البرلمان الكمبودي قانونًا يحظر إنكار الإبادة الجماعية الكمبودية أو الجرائم الأخرى التي ارتكبها الخمير الحمر في عام 2013، على غرار القوانين التي تحظر إنكار الهولوكوست في أوروبا.

### إنكار دعم الصين للخمير الحمر
وصف رئيس الوزراء الكمبودي هون سين الصين بأنها «جذر كل الشرور» في كمبوديا في عام 1988. ومع ذلك سارعت الصين إلى دعمه وقدمت له مساعدات عسكرية بعد أن عزز سلطته بانقلاب دموي عام 1997.
أصدرت وزارة الخارجية الصينية خلال زيارة جيانغ زيمين لكمبوديا عام 2000 بيانًا نفت فيه دعمها لسياسات الخمير الحمر أثناء حكمهم لكمبوديا، ورفضت الاعتذار عن دورها. يعتقد العديد من الباحثين أن الصين لعبت دورًا كبيرًا في دعم الخمير الحمر، وقدم محتجون كمبوديون مطالبات متكررة للصين بالاعتذار والتعويض عن دعمها للنظام.

### الاعتراف بالمنقذين
أقيم معرض بعنوان «المنقذون» لتكريم الأفراد الذين خاطروا بحياتهم لإنقاذ الآخرين خلال الإبادة الجماعية الكمبودية في الفترة بين 2011 و2015، جنبًا إلى جنب مع شخصيات مماثلة من الإبادات الجماعية الأخرى. كما قدمت منظمة كورج تو كير الأسترالية موارد تعليمية عن هؤلاء المنقذين.

## معرض صور

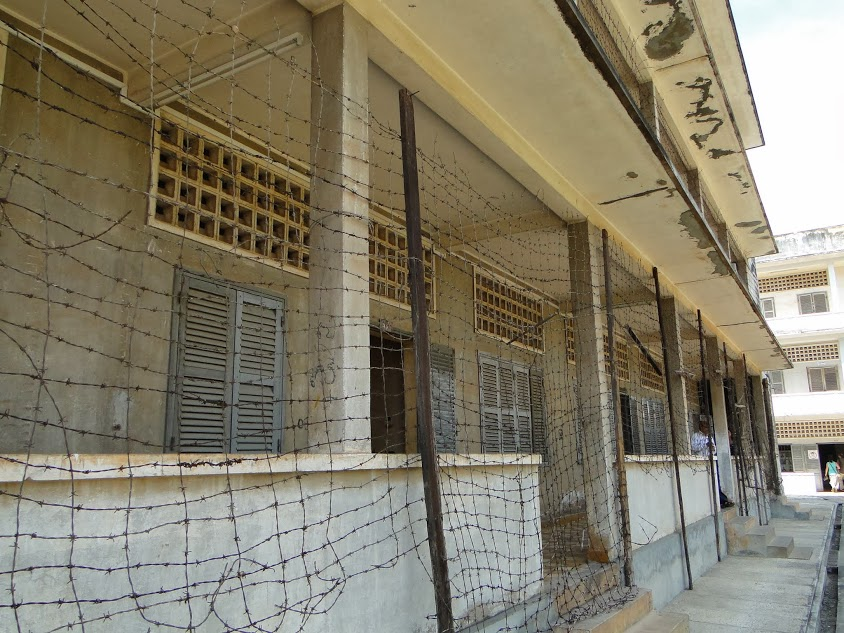
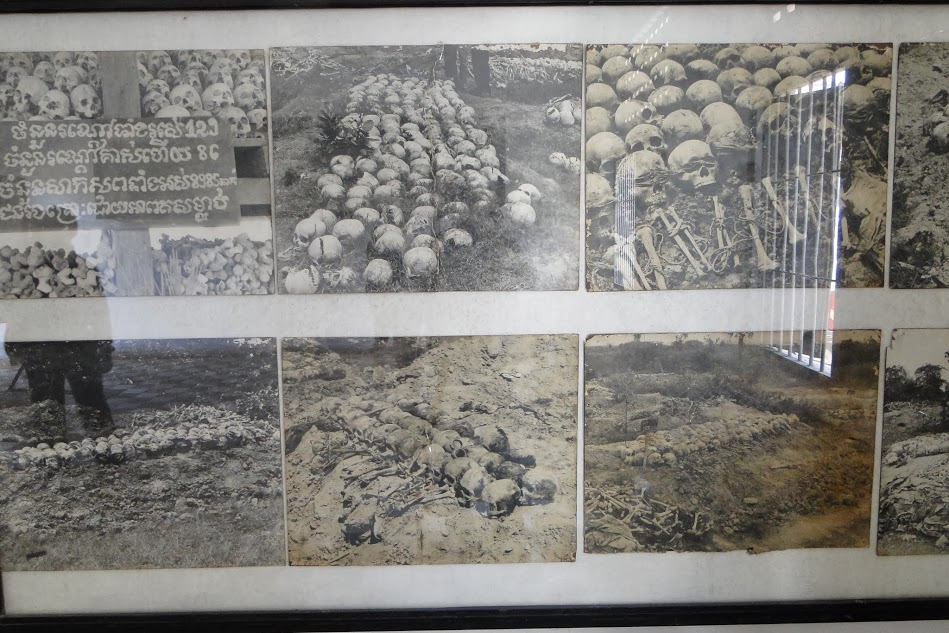
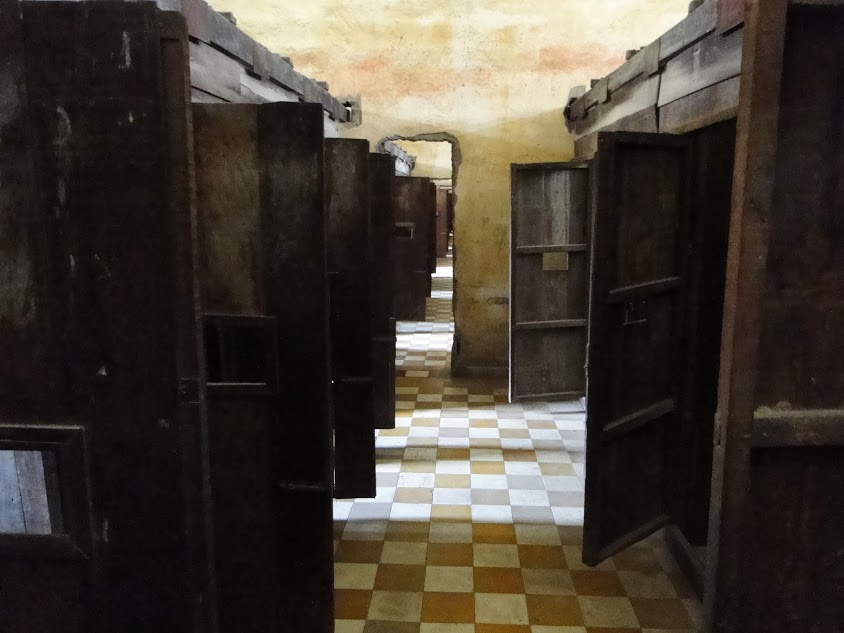
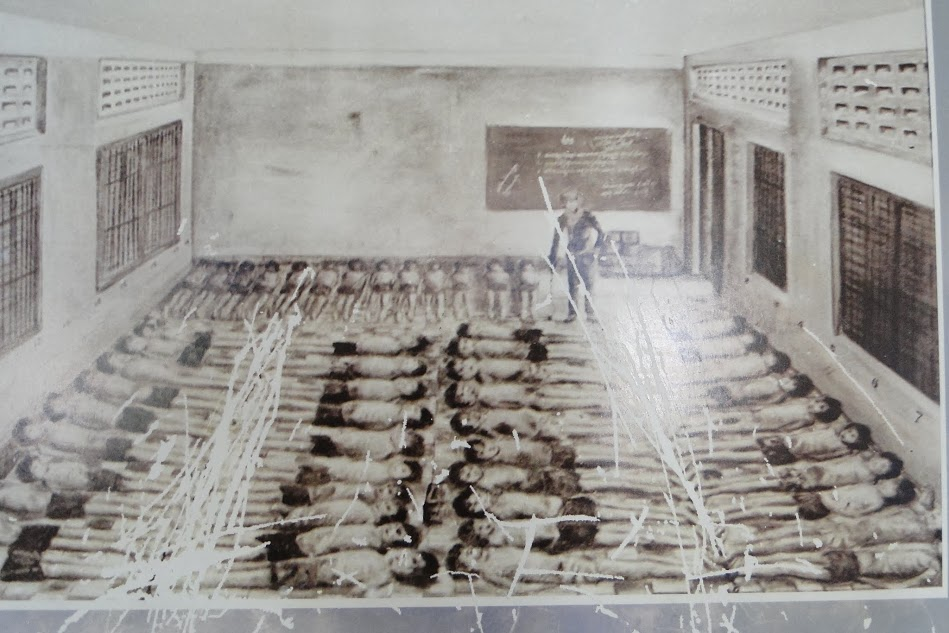
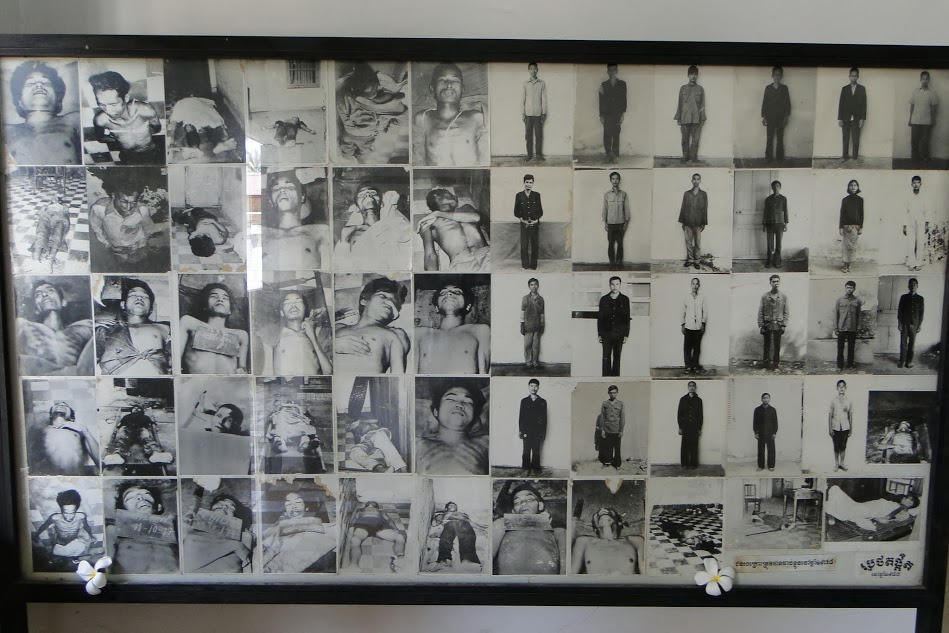
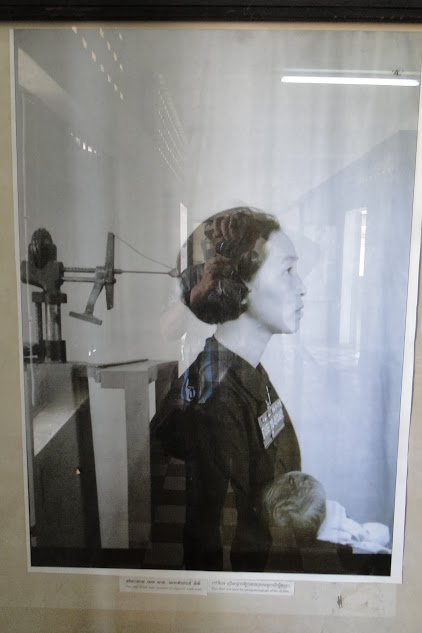